# Beijing Qiche Nuzi Paiqiu Julebu 2013-2014
Questa voce raccoglie le informazioni riguardanti il Beijing Qiche Nuzi Paiqiu Julebu nelle competizioni ufficiali della stagione 2013-2014.

## Organigramma societario
Area tecnica
- Allenatore: Zhang Luo
- Secondo allenatore: Wang Qin, Zhang Hao

## Rosa
| N° | Nome         | Ruolo | Data di nascita   | Nazionalità sportiva |
| -- | ------------ | ----- | ----------------- | -------------------- |
| 1  | Zhou Wenjun  | P     | 26 febbraio 1993  | Cina                 |
| 2  | Wang Xianfen | C     | 8 aprile 1994     | Cina                 |
| 3  | Jin Ye       | S     | 1º marzo 1996     | Cina                 |
| 4  | Liu Yue      | L     | 7 febbraio 1994   | Cina                 |
| 5  | Liu Xiaotong | S     | 16 febbraio 1990  | Cina                 |
| 6  | Zhang Yu     | C     | 25 settembre 1995 | Cina                 |
| 7  | Liu Ya       | L     | 3 gennaio 1988    | Cina                 |
| 8  | Han Xu       | P     | 28 ottobre 1987   | Cina                 |
| 9  | Zeng Chunlei | S/O   | 3 novembre 1989   | Cina                 |
| 10 | Zhai Yue     | S     | 1º marzo 1992     | Cina                 |
| 11 | Feng Qiqi    | P     | 8 novembre 1994   | Cina                 |
| 12 | Zhang Shuo   | S     | 17 giugno 1991    | Cina                 |
| 13 | Liu Mengyao  | S     | 9 agosto 1996     | Cina                 |
| 14 | Li Fei       | P     | 16 marzo 1997     | Cina                 |
| 15 | Liu Xinrui   | S/O   | 24 ottobre 1995   | Cina                 |
| 16 | Zhang Yunyi  | S     | 1º novembre 1988  | Cina                 |
| 17 | Guo Yali     | C     | 12 luglio 1992    | Cina                 |
| 18 | Qiao Ting    | C     | 2 marzo 1992      | Cina                 |